# Associazione Calcio Pro Vasto 1971-1972
Questa pagina raccoglie le informazioni riguardanti l'Associazione Calcio Pro Vasto nelle competizioni ufficiali della stagione 1971-1972.

## Rosa
| N. |                   | Ruolo | Calciatore          |
| -- | ----------------- | ----- | ------------------- |
|    | Italia (bandiera) | D     | Donato Anzivino     |
|    | Italia (bandiera) | C     | Walter Balestri     |
|    | Italia (bandiera) | C     | Giovanni Bonetti    |
|    | Italia (bandiera) | P     | Giuseppe Bosco      |
|    | Italia (bandiera) | P     | Maurizio Castellini |
|    | Italia (bandiera) | D     | Luigi D'Alessandro  |
|    | Italia (bandiera) | C     | Mario Davide        |
|    | Italia (bandiera) | A     | Michele De Foglio   |
|    | Italia (bandiera) | A     | Giovanni Di Paolo   |
|    | Italia (bandiera) | C     | Saverio Fera        |

| N. |                   | Ruolo | Calciatore            |
| -- | ----------------- | ----- | --------------------- |
|    | Italia (bandiera) | D     | Ennio Feresin         |
|    | Italia (bandiera) | D     | Vincenzo Juso         |
|    | Italia (bandiera) | P     | Domenico Lamia Caputo |
|    | Italia (bandiera) | A     | Antonio Lo Vecchio    |
|    | Italia (bandiera) | C     | Filippo Pomponio      |
|    | Italia (bandiera) | D     | Ascanio Rinaldi       |
|    | Italia (bandiera) | A     | Tommaso Savastio      |
|    | Italia (bandiera) | C     | Pasquale Tancredi     |
|    | Italia (bandiera) | D     | Bruno Taverna         |
|    | Italia (bandiera) | D     | Angelo Trozzi         |